# Fernando Salazar y Bethencourt
Fernando Salazar y Bethencourt fue un político y militar español nacido en La Orotava (Tenerife, Canarias) en 1877, y fallecido en la misma villa en 1948.

## Biografía
Estudió la carrera militar en la Academia de Infantería de Toledo, alzanzando el grado de Comandante, mandando distintos batallones y regimientos. En 1928 fue Presidente de la Mancomunidad Provincial Interinsular de Santa Cruz de Tenerife y consejero del Cabildo Insular de Tenerife entre 1926 y 1930. 
En 1914 fundó el Sindicato Agrícola del Norte de Tenerife, que agrupaba a los principales propietarios, siendo secretario del consejo de administración del mismo hasta 1931. Entre 1930 y 1931 fue presidente de la Junta de Obras del Puerto de Santa Cruz de Tenerife. 
En 1934 fue elegido presidente del comité insular del derechista Partido Agrario Español, y fue caballero de la Orden de Isabel la Católica.